# Soft Snow Pass
Soft Snow Pass är ett bergspass i Antarktis. Det ligger i Östantarktis. Nya Zeeland gör anspråk på området. Soft Snow Pass ligger 2 000 meter över havet.
Terrängen runt Soft Snow Pass är kuperad åt sydväst, men åt nordost är den bergig. Trakten är obefolkad. Det finns inga samhällen i närheten.